# Rhododendron longiperulatum
Rhododendron longiperulatum là một loài thực vật có hoa trong họ Thạch nam. Loài này được Hayata miêu tả khoa học đầu tiên năm 1913.